# Хейлетиды
Хейлетиды, или хищные клещи (лат. Cheyletidae) — семейство клещей из надотряда Acariformes (Prostigmata).
Небольшие клещи длиной от 0,2 до 1,6 мм с уплощенным телом желтоватого, палевого, оранжевого или коричневого цвета. Тело состоит из гнатосомы  ротовыми придатками и идиосомы с 4 парами ходильных конечностей. Ноги у большинства представителей стройные. Хорошо выражен половой диморфизм.
Обитают в норах млекопитающих, гнёздах птиц, в ходах короедов, в муравейниках, паразитируют на коже птиц и млекопитающих, вызывая хейлетиеллёз. Лишены глаз.
Самки хейлетид яйцекладущие. Яйца откладывают одиночно или кучками.
Хищные хейлетиды охотятся на живых клещей других групп.